# Mardochée en pleurs
 (décembre 2022).
Si vous disposez d'ouvrages ou d'articles de référence ou si vous connaissez des sites web de qualité traitant du thème abordé ici, merci de compléter l'article en donnant les références utiles à sa vérifiabilité et en les liant à la section « Notes et références ».
Mardochée en pleurs – ou L'Abandonnée, en italien La Derelitta – est un tableau réalisé vers 1480 par le peintre florentin Sandro Botticelli et son élève Filippino Lippi. Cette tempera sur bois est un panneau latéral du deuxième des deux cassoni que ces artistes ont décorés avec la série de peintures appelée Scènes de l'histoire d'Esther, laquelle représente des passages de l'Ancien Testament consacrés à Esther. L'œuvre montre Mardochée éploré sur des marches de Suse. Elle est conservée dans les collections du palais Pallavicini Rospigliosi, à Rome.

## Postérité
Le tableau fait partie du musée imaginaire de l'historien français Paul Veyne, qui le décrit dans son ouvrage justement intitulé Mon musée imaginaire.